# Droogmansia tisserantii
Droogmansia tisserantii är en ärtväxtart som beskrevs av Roger Sillans. Droogmansia tisserantii ingår i släktet Droogmansia och familjen ärtväxter. Inga underarter finns listade i Catalogue of Life.